# Раменье (Никифоровское сельское поселение)
Раменье — деревня в Устюженском районе Вологодской области.
Входит в состав Никифоровского сельского поселения, с точки зрения административно-территориального деления — в Никифоровский сельсовет.
Расстояние до районного центра Устюжны по автодороге — 18 км, до центра муниципального образования посёлка Даниловское  по прямой — 6 км. Ближайшие населённые пункты — Большой Осиновик, Дегтярня, Круглицы.
Население по данным переписи 2002 года — 31 человек (10 мужчин, 21 женщина). Преобладающая национальность — русские (94 %).